# Statul Borno
Borno este un stat în nord-estul Nigeriei. Este cel de-al doilea stat ca mărime din Nigeria. Centrul administrativ al statului este orașul Maiduguri.

## Istorie
Statul Borno a fost fondat la 3 februarie 1976. În 1991, statul Yobe s-a despărțit de statul Borno. Populația principală a statului este grupul etnic Kanuri.  Instituțiile politice din provincia Kanuri au fost formate cu mult înainte de apariția Nigeriei și există încă astăzi. Teritoriul în Evul Mediu făcea parte din imperiul Kanem-Borno.

## Diviziuni administrative
Statul este împărțit în 27 de teritorii ale administrației locale:
- Abadam 140.600 de locuitori
- Askira/Uba 201.300
- Bama 379.500
- Bayo 111.100
- Biu 246.900
- Chibok 93.200
- Damboa 327.600
- Dikwa 147.600
- Gubio 212.500
- Guzamala 134.900
- Gwoza 388.600
- Hawul 169.600
- Jere 293.800
- Kaga 126.400
- Kala/Balge85.500
- Konduga 221.000
- Kukawa 285.700
- Kwaya Kusar 79.700
- Mafa 145.600
- Magumeri 197.100
- Maiduguri 758.700
- Marte 181.800
- Mobbar 163.900
- Monguno 154.300
- Ngala 332.300
- Nganzai 139.200
- Shani Local 141.900